# Éltes Mátyás-díj
Az Éltes Mátyás-díj az oktatási miniszter által adományozható egyik szakmai elismerés, amely kiemelkedő gyógypedagógiai munka elismerésére adományozható. Jutalomösszege 300 000 Ft/fő. Évente, a Magyar Kultúra Napján, január 22-én, 5 személy kaphatja. A díjazott az adományozást igazoló okiratot és plakettet kap.

## A plakett
A plakett Nagy István János szobrászművész alkotása. Kerek alakú, bronzból készült, átmérője 80, vastagsága 8 mm. A plakett egyoldalas, Éltes Mátyás domború arcképét és az Éltes Mátyás-díj feliratot ábrázolja.